# Сан-Винченцо-де-Паоли (Болонья)
Церковь Сан-Винченцо-де-Паоли (итал. Chiesa di San Vincenzo de' Paoli) — католическая церковь в Болонье.

## История
Новый церковный приход организован кардиналом Леркаро в 1955 году, когда община получила в своё распоряжение подвальное помещение. Был объявлен национальный конкурс на проектирование и сооружение молитвенного здания, благодаря чему церковь была построена на улице Аделаиде Ристори (Via Adelaide Ristori), дом 1. В 1972 году освящена новым архиепископом Болоньи кардиналом Антонио Пома. Автором проекта был Филиппо Монти, строительство осуществлялось в период с 1955 по 1963 год, церковь стала одной из шестидесяти, созданных в рамках программы строительства, организованной в Болонской архиепархии после Второй мировой войны, храм посвящён святому Викентию де Полю.